# Ruths Hotel
Ruths Hotel er et femstjernet badehotel beliggende i Gammel Skagen. Det har 54 værelser, samt gourmetrestaurant Okê og wellnessafdeling.

## Historie
I 1904 åbnede Emma og Hans Chr. Ruth badepensionatet "Vesterhus". I 1909 og 1912 blev hotellet udvidet med henholdsvis 12 og 18 værelser.
Grundlæggernes datter og svigersøn Dagmar og Johan Olaf købte i 1917 nabohotellet Strandhotellet Gl. Skagen, og da de også overtog Ruths Hotel, blev de to hoteller lagt sammen. Da Dagmar Ruth døde i 1974, blev de to hoteller igen adskilt. Da forretningsmanden Jørgen Philip-Sørensen købte begge hoteller, blev de igen lagt sammen, så de deles om faciliteterne.
Hotellet blev i 2003 totalrenoveret under ledelse af Skagen-arkitekten Alfred Hansen.